# Quillón
Quillón è un comune del Cile della provincia di Diguillín, nella regione di Ñuble. Al censimento del 2002 possedeva una popolazione di 15.146 abitanti.

## Società

### Evoluzione demografica
| Censimento del 1992 | Censimento del 2002 |
| 14.562 ab.          | 15.146 ab.          |